# Zaleptus auropunctatus
Zaleptus auropunctatus is een hooiwagen uit de familie Sclerosomatidae.